# Avui comença tot
Avui comença tot (títol original: Ça commence aujourd'hui ) és una pel·lícula francesa dirigida per Bertrand Tavernier, estrenada el 1999. Ha estat doblada al català.

## Argument
Daniel és director d'una escola maternal al nord de França que no està en la zona d'educació prioritària. Ensenyant amb passió i conviccions, s'ha d'enfrontar a la petita delinqüència, a institucions públiques depassades per l'amplitud de l'angoixa social de les famílies, que són colpejades per la pobresa (causada per la desindustrialització i les pèrdues de feina...35 % d'atur a la població activa del municipi).

## Repartiment
- Philippe Torreton: Daniel Lefebvre
- Maria Pitarresi: Valeria
- Nadia Kaci: Samia Damouni
- Véronique Ataly: Sra. Lienard
- Nathalie Bécue: Cathy
- Emmanuelle Bercot: Sra. Tievaux
- Françoise Bette: Sra. Delacourt
- Christine Citti: Sra. Baudoin
- Christina Crevillén: Sophie
- Sylviane Goudal: Gloria
- Didier Bezace: l'inspector
- Kelly Mercier: Laetitia
- Betty Teboulle: Sra. Henry
- Gérard Giroudon: l'alcalde
- Marief Guittier: la mare de Daniel
- Benoît Constant: el pare de Daniel
- Daniel Delabesse: Marc
- Jean-Claude Frissung: el col·lega del director
- Thierry Gibault: l'inspector de policia
- Gerald Cesbron: M. Henry
- Nathalie Desprez: Sra. Bry
- Françoise Miquelis: Sra. Duhem
- Frédéric Richard: M. Bacheux
- Johanne Cornil-Leconte: Sra. Bacheux
- Lambert Marchal: Rémi

## Comentari
Al llindar dels anys 1980, Bertrand Tavernier posava en escena en el marc de la seva ciutat natal, Lió, l'angoixa de Laurence, una docent interpretada per Nathalie Baye. Vint anys més tard, o gairebé, el cineasta tracta, novament, dels problemes de l'escola. Aquí, tanmateix, el quadre apareix clarament més fosc. Som a una regió, el Nord, colpejada fort pel tancament de les mines de carbó. Una zona sinistrada, expressió terrible d'
| « | una humanitat en un terreny buit, abandonada a ella mateixa, no tenint res a llegar als fills que la seva impotència muda... | » |

, escriu Jean-Claude Loiseau.
| « | L'escola, per als nens, és un refugi temporal, una última protecció, un dic. | » |

En el moment de la seva estrena, el film va ser jutjat massa pessimista, al límit del miserabilisme. No obstant això, 
| « | si ens afecta tant, és que se situa a la frontera entre el documental i la ficció, com podia ser-la L.627. Més que reconvertir una escola en estudi, més que investigar per càsting trenta caps rossos, el cineasta ha posat la seva càmera en una escola real (el parvulari de Hornaing, a prop de Valencianes), en una classe real, i ha filmat els alumnes i els docents d'aquesta escola. El mateix guió resulta de l'experiència viscuda d'un director d'escola, Dominique Sampiero Els alumnes no són els únics no professionals del film. Un bon nombre de pares que travessen l'obra, que confien el seu desconcert al director d'escola són també interpretats per aficionats que interpreten de vegades una història pròxima a la seva. En aquest sentit, el film arriba en certes seqüències a l'emoció pròxima a la que es desprèn de La Infantesa nua de Maurice Pialat, que es desenvolupava igualment al Nord, a casa dels miners | » |

, destaca Jean-Dominique Nuttens.

Efectivament, 
| « | al fil d'escenes curtes, encadenades ràpidament, al voltant del director, els personatges, importants o secundaris […] troben el seu lloc. Tavernier fa la crònica d'aquestes vides, sobre una trama prou flexible perquè es filtrin esclats de veritat. És millor que un estil: una actitud | » |

, estima Jean-Claude Loiseau. A més, enfront d'una realitat particularment greu, 
| « | el cineasta fa prova d'una infinita pudor en la seva manera de filmar. La caiguda de la Sra. Henry al pati de l'escola, sota l'efecte de la beguda, és mostrada de lluny [...]. Més tard, quan una mare de família explica a Daniel Lefebvre, el director, interpretat per Philippe Torreton, que fa viure la seva família durant una setmana amb 30 francs, Bertrand Tavernier filma el canvi en pla fix, rebutjant tot efecte cinematogràfic en un moment com aquest. | » |

| « | Rarament, un film de Bertrand Tavernier haurà estat tant travessat pel tema de la transmissió | » |

, subratlla Jean-Dominique Nuttens. Transmissió dels mestres als alumnes, transmissió entre generacions, transmissió d'una destresa i d'un ofici hi són abordades al llarg del film. Es recordarà aquí els propòsits murmurats pel pare de Laurence, immobilitzat per la malaltia (Jean Dasté), a Una setmana de vacances: 
| « | Sé tantes coses...tantes coses. | » |

 Sobre aquest tema, una de les seqüències més trasvalsadores del film és el llarg monòleg d'una docent pròxima a la jubilació, la sra. Delacourt (Françoise Bette) declarant a un interlocutor fora del camp visual: 
| « | […] Els petits no saben el que és un ofici. Les mares no s'ocupen de les seves criatures com abans. | » |

| « | És una confessió entre parèntesis, tota simple, tallant per la seva senzillesa fins i tot | » |

, comenta Jean-Claude Loiseau.
Avui comença tot no obstant això no és una obra fatalista. 
| « | La tenacitat sense èmfasi del seu heroi (Philippe Torreton), magistral encarnació d'una ètica en marxa, il·lumina el film. | » |

 Amb això, el cineasta 
| « | no afirma, constata, s'enfada, s'emociona i ens emociona. Ell, igual que els seus personatges no tenen la solució definitiva a les qüestions socials plantejades. A tot no renuncien | » |

, va concloure Jean-Dominique Nuttens.

## Premis i nominacions

### Premis
- Festival Internacional de Cinema de Berlín: Premi FIPRESCI, Esment honorable i Premi del jurat ecumènic per a Bertrand Tavernier
- Premi Humanum 1999 del UPCB / UBFP - Unió de la premsa cinematogràfica belga
- Millor film estranger als Fotogramas de Plata
- Premi del film ecumènic al Festival noruec internacional del cinema
- Premi del públic al Festival Internacional de Cinema de Sant Sebastià
- Sant Jordi a la millor pel·lícula estrangera i Sant Jordi del millor actor (Philippe Torreton)

### Nominacions
- Os d'Or a la Berlinale
- Millor film estranger als Premis Goya
- César al millor actor per a Philippe Torreton